# Torquato Cardilli
Torquato Cardilli (Província de L'Aquila, 24 de novembro de 1942) é um diplomata italiano.   Cardilli é formado em cultura e línguas orientais e em ciências políticas pelo Istituto Universitario Orientale de Nápoles. Teve o seu primeiro cargo em 1967 e foi embaixador na Albânia, na Tanzânia, na Arábia Saudita e em Angola.
Enquanto estudava língua árabw em em Jerusalém em 1964 converteu-se ao Islão, mas esta informação só foi tornada pública enquanto foi embaixador na Arábia Saudita, quando vários media sauditas erradamente relataram que se teria convertido durante a sua permanência no país.